# Byeor-eun nae gaseum-e
Byeor-eun nae gaseum-e (별은 내 가슴에?; lett. "La stella nel mio cuore"), anche nota con il titolo internazionale Star in My Heart, è una serie televisiva sudcoreana trasmessa su MBC TV dal 10 marzo al 29 aprile 1997.
È stata una delle prime fiction coreane ad andare in onda all'estero, favorendo la popolarità dei suoi attori e in particolare di Ahn Jae-wook: fu proprio parlando della sua interpretazione che i quotidiani cinesi coniarono il termine "hallyu", che avrebbe poi identificato la diffusione della cultura coreana nel mondo. La serie si è aggiudicata tre MBC Drama Award nel 1997: Gran premio alla protagonista Choi Jin-sil, Premio popolarità a Ahn Jae-wook, e Miglior coppia a Choi e Ahn.

## Trama
L'orfana Lee Yun-yi viene adottata da una famiglia, ma mentre il patrigno le dimostra affetto, la matrigna e la sorellastra sono ostili e crudeli. In seguito conosce due uomini: l'aspirante cantante Kang Min, che persegue il suo sogno contro il volere del padre, e Lee Joon-hee, il dirigente di una casa di moda che la aiuta a fare carriera come stilista e si innamora di lei perché somiglia alla sua ex. Anche Min prova dei sentimenti per Yun-yi, ma non osa mettersi in competizione diretta con Joon-hee, di cui è amico.

## Personaggi e interpreti
- Lee Yun-yi, interpretata da Choi Jin-sil
- Lee Joon-hee, interpretato da Cha In-pyo
- Kang Min, interpretato da Ahn Jae-wook
- Yang Soon-ae, interpretata da Jeon Do-yeon
- Ahn Yi-hwa, interpretata da Jo Mi-ryung
- Signora Song, interpretata da Park Won-sook
- Signor Ahn, interpretato da Lee Young-hoo
- Ahn Yi-ban, interpretato da Park Chul
- Padre di Min, interpretato da Oh Ji-myung
- Madre di Min, interpretata da Sunwoo Yong-nyeo
- Heo Kwang-young, interpretato da Maeng Sang-hoon
- Joon-young, interpretato da Yoo Tae-woong
- Un'orfana, interpretata da Han Seung-yeon

## Produzione
Inizialmente per i ruoli principali erano stati presi in considerazione Lee Jung-jae e Kim Hee-sun, ma le trattative non andarono a buon fine.

## Accoglienza
La serie attirò l'attenzione del pubblico sin dal suo annuncio per la presenza nel cast degli attori di fama Cha In-pyo e Choi Jin-sil, e registrò ascolti su scala nazionale del 50% nella sua fascia oraria. La trama originale prevedeva che la protagonista si fidanzasse con Lee Joon-hee, ma il personaggio di Kang Min ebbe un tale successo tra i telespettatori che la produzione decise di far innamorare Yun-yi di lui. La serie riscosse successo anche in Cina, con ascolti del 5,8% e 150 milioni di spettatori. Nel 2001 andò in onda con doppiaggio in lingua spagnola in America centrale e meridionale: in Perù raggiunse indici di ascolto paragonabili a quelli di una serie in prima serata pur essere trasmessa in fascia diurna, e dopo la popolarità ottenuta anche in Panama, Costa Rica e Paraguay, venne acquistata da Canal Capital TV in Colombia e da VTV in Venezuela; ulteriori trattative furono aperte con emittenti di El Salvador, Repubblica Dominicana, Guatemala, Messico, Argentina, Ecuador e Cile.
Al debutto sul piccolo schermo in Corea del Sud, Choi Jin-sil venne denunciata dall'emittente SBS per violazione dei termini contrattuali, in quanto il suo accordo esclusivo con la rete stabiliva che non potesse apparire su canali concorrenti come, in questo caso, la MBC. Il 1º aprile 1998 l'attrice venne condannata di pagare 500 milioni di won in danni a SBS.